# Historia del conocimiento
Dentro del mundo de la investigación científica, la historia del conocimiento es el campo que cubre el conocimiento humano acumulado y conocido creado o descubierto durante la historia del mundo y sus formas históricas, enfoque, acumulación, portadores, impactos, mediaciones, distribución, aplicaciones, contextos sociales, condiciones y métodos de producción. Está relacionada con otros campos afines como la historia de la ciencia, la historia del método científico y la historia de la filosofía, aunque separada de ellas. Sin embargo, el alcance de la historia del conocimiento abarca todos los campos descubiertos y creados del conocimiento derivado del ser humano, como la Lógica, la Filosofía, las Matemáticas, la Ciencia, la Sociología, la Psicología y la Minería de datos.
La historia del conocimiento es una campo de investigación que estudia las formas de conocimiento en el pasado registrado. La disciplina surgió en el 2000 como una respuesta ante la era digital y fue reconocida formalmente con la introducción de instituciones científicas como Zentrum Geschichte des Wissens. Los investigadores dentro del campo tienen como objetivo investigar las formas, la difusión y la producción de conocimiento con un enfoque tanto en el conocimiento cotidiano 'superior' como en el 'inferior' Los enfoques de la investigación se basan en las teorías de Michel Foucault, y en conceptos como órdenes de conocimiento, y como sucede en otros campos, también usan de marcos sociales, culturales y políticos.
La formación de la disciplina tiene raíces en el campo de la historia de la ciencia de la década de 1950 y los conceptos contemporáneos se pueden identificar en obras que se remontan al siglo XV. El alcance estudiado dentro del campo es dinámico, visto desde la investigación del conocimiento confesional hasta la revolución digital. Conceptos aplicados en esta especialidad como 'cientificación' explican la transformación de la información en conocimiento. La cientificación está relacionada con la descripción de la información "cruda" dada por Peter Burke. Peter Burke figura entre algunos de los autores canónicos en el campo junto con Martin Mulsow, Pierre Bourdieu y Michel Foucault.

## La historia del campo de estudio
Los fundamentos de la historia del conocimiento han sido trazados por investigadores como el historiador Peter Burke en obras como ¿Qué es la historia del conocimiento?. El libro identifica el "Avance del Aprendizaje" del siglo XV en el que Francis Bacon escribe sobre la circulación del conocimiento. El concepto de circulación se ha utilizado en el campo de la historia desde la década de 2000 y describe la transferencia de conocimiento a través de actores o espacios. En el siglo XIX, los investigadores expresaron su deseo de historizar el conocimiento y observar los desarrollos del conocimiento. Esto es similar al surgimiento de la historia de las ciencias naturales en el siglo XIX. El filósofo científico Auguste Comte fue uno de los primeros en intentar implementarlo en el sistema universitario. El filósofo ilustra el creciente interés científico por historizar el conocimiento.
Siguiendo a Comte, el segundo movimiento de la sociología del conocimiento de la década de 1960 introdujo ideas de Michel Foucault y Pierre Bourdieu. Ambas autoridades impactaron de manera análoga en la historia del conocimiento evidenciada por el trabajo de Foucault sobre los sitios de producción del conocimiento y el trabajo de Bourdieu sobre el conocimiento situado en el Homo Academicus.
El inicio de la historia del conocimiento sigue la evolución de la historia de la ciencia como disciplina científica. George Sarton, en los primeros años del siglo XX, abogó por una nueva práctica para estudiar el progreso científico y previó el uso de las humanidades para la ciencia.
En las décadas de 1950 y 1960, la historia de la ciencia se había implementado como disciplina académica en universidades de América y Europa. El paso de la historia de la ciencia a la Wissenschaftsgeschichte alemana (historia del conocimiento científico) implicó la inclusión de las humanidades y las ciencias sociales. La década de 2000 comenzó el movimiento hacia el alemán Wissensgeschichte, es decir, la historia del conocimiento. Tras el establecimiento de la historia del conocimiento, surgieron discusiones sobre si la historia de la ciencia debería ser absorbida por la historia del conocimiento.
La historia de la relevancia del conocimiento ha coincidido con la discusión del término universitario 'sociedad del conocimiento' como se refleja en la necesidad de la gestión del conocimiento desde la década de 1960. También ha coincidido con el estudio de la revolución digital que se contempla como parte de una serie de revoluciones del conocimiento. La era de la revolución digital ha generado interrogantes sobre cómo se ha circulado y generado el conocimiento en el pasado. Peter Burke documenta que la beca cada vez más globalizada influyó en el crecimiento de la disciplina, visto en la investigación independiente en la década de 1990 con libros como 'Fields of Knowledge' (1992) y Colonialism and its Forms of Knowledge (1996). A partir de entonces, la disciplina de la historia del conocimiento se institucionalizó en la década de 2000 en toda Alemania (Erfurt y Kiel).

## Alcance
La historia del conocimiento se caracteriza por su amplitud de áreas a estudiar. A pesar de esto, los investigadores no están de acuerdo sobre qué investigación debe incluye la disciplina. Las áreas que se han investigado incluyen el conocimiento en contextos no occidentales, el conocimiento de élite, el conocimiento en las prácticas cotidianas, el conocimiento implícito y el conocimiento religioso, social, político o cultural. Los temas pueden variar desde las recetas médicas prescritas por mujeres, las malas cosechas del siglo XVIII hasta la historia de la "sabiduría" americana, como la psicología popular.
El conocimiento es un concepto formativo para el campo, sin embargo, su definición de los académicos de Wissensgechichte es, como escribe Suzanne Marchand, "inconsistente". Los estudiosos admiten una idea general de que el conocimiento se define como lo que se ha aceptado en el pasado como conocimiento. En oposición, Lorraine Daston considera que esta definición es perjudicial para el campo, la escribe como demasiado expansiva y aboga por la definición de "conocimiento sistematizado". Daston también afirma en la 'History of Science and the History of Knowledge' (en español, 'Historia de la Ciencia e Historia del Conocimiento') que no existe una definición única de conocimiento.
Las definiciones de conocimiento que se utilizan divergen y se utilizan medidas interdisciplinarias de áreas como la epistemología para dar una noción más clara. Esto se ha sostenido, ya que las definiciones epistemológicas ignoran el conocimiento que se puede aplicar. El conocimiento es variable y lo que se define como digno de saberse, aceptado como conocimiento o evidencia depende del 'lugar, tiempo y grupo social'. Además, el conocimiento se conceptualiza de manera diferente en los idiomas (latín; scientia 'saber que' en comparación con ars 'saber cómo'), lo que complica el trabajo de los investigadores para definir el conocimiento o la disciplina. Esto se debe a que la comprensión del conocimiento se ve afectada por el lenguaje. En relación con el tema, se ha señalado que el conocimiento como concepto corre el riesgo de volverse progresivamente vago e inservible para el análisis.
La disciplina y el movimiento transdisciplinario se superpone con numerosos campos académicos. La Geschichte des Wissens incorpora investigadores de diversas áreas, incluida la filosofía, la historia literaria y la historia predominantemente social, entre otras. En geografía, se puede ver una superposición con la historia del conocimiento con su cambio epistemológico reciente y sus estudios sobre los sitios de producción de conocimiento, es decir, el estudio del conocimiento científico y sus entornos geográficos. La definición de Lorraine Daston incluye el conocimiento religioso, ya que el conocimiento confesional está sistematizado.
En la historia del conocimiento, la idea de que el conocimiento y la historia deben ser plurales se basa en la pluralización de savoir (saber) de Michel Foucault. Se funda también en el campo de la antropología que pluraliza la cultura en el concepto de 'culturas del saber'. Esto tiene que ver con las muchas formas de conocimiento, como lo abstracto o lo concreto.
Esto contrasta con la creencia del siglo XIX de que la historia es una narración singular. Esta vista se conoce como Die Geschichte y fue deconstruida en el siglo XX. Además, un estudioso pregunta si la historia del conocimiento puede eliminar la necesidad de conceptos como “historia social” e “historia cultural”. El mismo erudito continúa describiendo la forma en que Peter Burke usa el conocimiento como sustituto de la cultura.

Gráfico del conocimiento. Museo Smithsonian de Arte Americano.

## Conceptos
Se han utilizado teorías, enfoques y conceptos para estudiar la historia del conocimiento y permitir a los investigadores descubrir comprensiones a pequeña escala que luego se conectan a un contexto más amplio. Por ejemplo, conceptos que son "políticos", "sociales" y "culturales" que son relevantes para el campo. En el empleo de medidas relevantes, los historiadores abordan el campo internamente evaluando el contenido de forma adversa a los enfoques contextuales que se centran en los conceptos.
La cientificación es un concepto utilizado en el campo y significa la transformación de la información en conocimiento donde se sistematiza. Constituye prácticas que son convencionales como la observación que luego es disciplinada. La concepción sigue de cerca la definición de conocimiento de Peter Burke como una forma 'cocinada' que se transforma a partir de información 'en bruto'. De manera similar, los métodos de objetividad, demostración, error y creencia se derivan de metodologías científicas tradicionales y se aplican en la investigación de la historia. Sin embargo, es razonado el uso de la ciencia que se definió en el siglo XIX. Se crea un anacronismo cuando se aplica el concepto sobre prácticas de conocimiento anteriores al siglo.
Los 'órdenes de conocimiento' de Michel Foucault es un concepto que define los órdenes como determinados por el tiempo o el lugar. Cuando los valores de una cultura se cruzan con sus prácticas de conocimiento, se forma un régimen. El sistema, visto como centros de conocimiento como una universidad, está formado por interacciones junto con valores. Esta es la base de la teoría de Foucault de que un "régimen de verdad" es inherente a la sociedad. Los historiadores observan un marco de tiempo en la historia y preguntan cómo las personas interpretaron su mundo contextual al observar qué conocimiento influyó en las interpretaciones individuales y luego investigar cómo su comprensión afectó los órdenes de conocimiento. Se ve a algunos practicantes del campo trabajando en Geschichte Des Wissens a través de la Universidad de Zúrich. Las publicaciones de los cofundadores de la institución, como Philip Sarasin, reflejan el trabajo de Michel Foucault.
El estudio del conocimiento no solo se aplica a la comprensión del conocimiento sino también a las prácticas prácticas, sociales y cotidianas del conocimiento. Estas áreas se estudian para examinar las estructuras sociales y políticas al mismo tiempo que se extiende la investigación más allá de estos aspectos puros dominantes. Parte del objetivo es estudiar saberes cotidianos descartados, por ejemplo el artesanal. La investigación no solo se desvía del punto focal de las disciplinas sobre las formas científicas e intelectuales del conocimiento, sino que también reconoce los ámbitos social, político y económico en los que se ejerce el conocimiento. Además, lo social y lo cultural son dos enfoques que estudian las circunstancias e instituciones del conocimiento. Ambos conceptos emplean un enfoque en las influencias externas en lugar del conocimiento en sí mismo. Los aspectos sociales y culturales están relacionados con el método social Wissensoziologie ( sociología del conocimiento) formado por Karl Mannheim en la década de 1920 en Alemania. Mannheim también desarrolló el concepto 'Sein-sgebundenheit' que argumenta que el conocimiento está vinculado con el concepto 'social'. Establece que las creencias y pensamientos individuales están determinados por su clase social.

## Ventajas y limitaciones
La historia del conocimiento ha sido criticada durante mucho tiempo por ser "un tema exótico o incluso excéntrico", pero ha crecido constantemente desde su concepción como profesión de historiadores. 

«En los países de habla alemana, así como en Francia, Gran Bretaña y Estados Unidos, la historia del conocimiento ahora se ubica como uno de los campos de investigación más dinámicos y productivos en historia y estudios culturales. Los centros de investigación y los grupos de investigación dedicados a la historia del conocimiento están apareciendo como hongos, al igual que la profesión en el campo. El conocimiento está experimentando un auge, sobre todo en la profesión histórica.»
Simone Lässig, 2016

Los académicos han contribuido al crecimiento del conocimiento dentro del campo al mismo tiempo que han demostrado sus valores y debilidades como rama de estudio.
El tema de la historia del conocimiento no está definido y los críticos sostienen que el alcance del campo es vago. Una de las razones de esto es que las especializaciones de los académicos que trabajan en esta disciplina son amplias. Por el contrario, extraer conocimientos de otras disciplinas se considera ventajoso para el campo, ya que fomenta la cooperación entre académicos. Simone Lassig también declara que esta visión ampliada de la profesión está mejor equipada para estudiar el conocimiento olvidado en el pasado al mismo tiempo que recuerda a los historiadores el carácter abierto de la historia.
Campos como la historia de la ciencia corren el riesgo de ser subsumidos por la historia del conocimiento. La historia de la ciencia ha acumulado críticas en los círculos académicos con reclamos de eurocentrismo porque se basa en la idea de que Europa es la base de la ciencia. Los debates sobre optar por la historia del conocimiento argumentan que se debe a la falta de confianza del campo en el concepto "occidental". Discutiblemente, la historia del conocimiento es catalogada como una 'simple reconceptualización' de la historia de la ciencia y de las disciplinas de la historia intelectual. Esto se debe a que se ha observado que se parece a lo que ya han logrado las disciplinas de historia de la ciencia e historia intelectual. Por ejemplo, algunos temas que se han estudiado en la historia de la ciencia ahora se están investigando dentro de la historia del conocimiento.
Otra limitación asumida en el ámbito académico es el enfoque en el conocimiento mismo que deja de lado el estudio de la producción de conocimiento a través del individuo y los micro-mundos. Por ejemplo, las personas con creencias interpretan sus nociones creídas como conocimiento. Evidentemente, no se investiga a quienes contribuyeron a las innovaciones y al descubrimiento del conocimiento, incluidos sus objetivos y creencias. Se argumenta que cuando se examina presenta un riesgo por solo interpretar el conocimiento pasado. Esto elimina lo que no se sabía y omite el aspecto humano.
Aunque el estudio del conocimiento "inferior" se investiga en el campo, el conocimiento de las personas que no pertenecen a las élites no se reconoció como conocimiento en el pasado. Además, la definición que proponen los académicos que define el conocimiento como el estudio de lo que ha sido aceptado como conocimiento se considera limitante para este enfoque.
La historia del conocimiento mira formas de conocimiento fuera del contexto occidental. Respecto al concepto propuesto por Foucault de "órdenes de conocimiento" como un punto esencial en la historia del conocimiento, Peter Burke, acepta algunas de las ventajas que supone, como facilitar «las comparaciones entre conocimientos en diferentes lugares» lo que «nos previene contra las falsas analogías».  Sin embargo, aunque reconoce que el concepto «resuelve problemas, plantea otros». Considera que tales "órdenes de conocimiento" no debe ser vistos como "compartimientos estancos". Las fronteras marcadas para tales órdenes son porosas y el conocimiento y la información circulan fuera de los límites geográficos. Tampoco comparte su homogeneidad y afirma que «se fragmenta en conocimientos dominantes y subordinados que con frecuencia las élites perciben como heréticos o, en el caso de los saberes populares, desechan por no considerarlos dignos de atención.» 
Philipp Sarasin, por contra, señala que la teoría utilizada en la historia del conocimiento fomenta una perspectiva poscolonial.